# Primula involucrata
Primula involucrata là một loài thực vật có hoa trong họ Anh thảo. Loài này được Wall. ex Duby miêu tả khoa học đầu tiên năm 1844.